# 露易丝·理查德森
露易絲·瑪麗·理查德森女爵士，DBE，FRSE（英語：Dame Louise Mary Richardson，1958年6月8日—）是一位愛爾蘭政治學家，主要研究恐怖主義。前聖安德魯斯大學和牛津大學校長。

## 生平
理查德森出生于愛爾蘭沃特福德郡特拉莫爾，是亞瑟（Arthur）和朱莉·理查德森（Julie Richardson）夫婦七個子女中的一個。在家鄉讀完中學後前往都柏林三一學院攻讀歷史本科，1982年在此基礎上獲得MA學位。 1977年她前往加州大學洛杉磯分校求學，1981年獲政治學碩士。后來又到哈佛大學攻讀了國際關係和國際法的博士學位，此間研究馬島戰爭和蘇伊士危機。
1989至2001年間她在哈佛大學擔任助理教授和副教授以及拉德克里夫高等研究院院長，2009年成爲聖安德魯斯大學校長，即是聖安德魯斯大學的第一位女校長和現代第一位信仰天主教的校長。2010年11月開始在該校擔任國際關係教授。
2015年5月28日，牛津大學宣佈她將成為其下一任校長，她則在2016年1月1日上任，是牛津有史以来首位女性校长。2023年1月，她从牛津校长上离任，并出任纽约卡内基基金会主席。

## 争议
她曾多次因薪水太高（年薪约41万镑）而招致批评，此外她任上曾一年花去7万镑用来旅行和聚餐。2019冠状病毒病英国疫情期间，虽然整个牛津大学的员工工资都有所消减，但她的薪酬仍维持在原来的水平。